# Hoplocrepis grenadensis
Hoplocrepis grenadensis är en stekelart som beskrevs av Howard 1897. Hoplocrepis grenadensis ingår i släktet Hoplocrepis och familjen finglanssteklar.
Artens utbredningsområde är Grenada. Inga underarter finns listade i Catalogue of Life.